# Kostel svatého Blažeje (Olomouc)
Kostel svatého Blažeje v Olomouci je zaniklý kostel stávající na Blažejském náměstí v Olomouci, původně kupecký dvůr.[zdroj⁠?!]

## Historie kostela
Moravský historik Gregor Wolný ve svých pracích Die Markgrafschaft Mähren topographisch, statistisch und historisch geschildert (1839) a Kirchliche Topographie von Mähren meist nach Urkunden und Handschriften (1850) uvádí, že podle pověsti se jedná o nejstarší kostel v Olomouci, původně pohanský chrám měl být přetvořen v křesťanský svatostánek a vysvěcen sv. Metodějem.
Ve stejných pracích profesor historie na olomoucké univerzitě Karl Johann Vietz na základě podobnosti pilířů, vstupu a celkového pojetí stavby přirovnává kostel sv. Blažeje ke kostelu sv. Ruprechta ve Vídni, který měl být postaven za Karla Velikého.
První písemná zmínka o kostele pochází z roku 1299, kdy je vzpomínán pustý mlýn „pod burgem kostela sv. Blažeje“ (sub burgo ecclesie sancti Blasii).
V období švédské okupace byl kostel s přilehlým hřbitovem využíván Švédy. První luteránská bohoslužba v kostele proběhla 22. června 1642.
V roce 1709 při požáru Olomouce byl kostel poškozen a v roce 1784 byl rozhodnutím moravskoslezského gubernia zrušen, poté byl využíván jako vojenské skladiště mouky. Demolice kostela byla provedena v roce 1839.

## Podoba a vybavení kostela

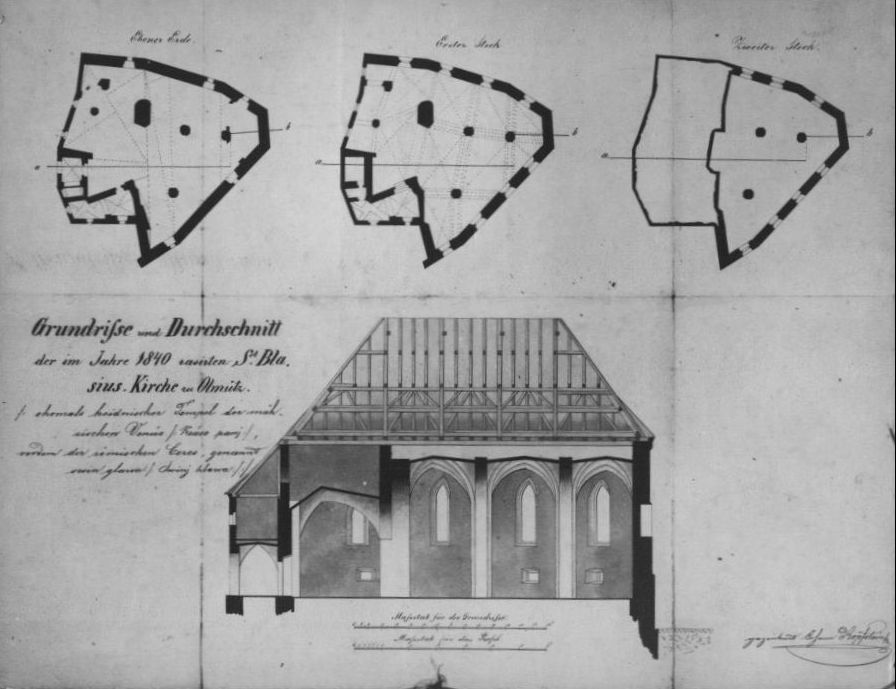
půdorys kostela

Kostel měl půdorys nepravidelného sedmiúhelníku a délku 40 kroků. Podezdívku tvořily nepravidelně opracované skalní bloky. Kostel byl postaven na svažitém terénu náměstí, průčelí kostela bylo velmi nízké a dovnitř se vstupovalo po schodech. Klenbu podpíralo šest mohutných nepravidelně umístěných pilířů. Střední pilíř měl šířku 11 kroků. Kostel měl 11 gotických oken různé velikosti, okna sakristie a menší okna zasazená pod úrovní terénu.
Oltář kostela se nacházel naproti průčelnímu oknu, v průběhu bohoslužby proto věřící vůbec neviděli na kněze. Kromě hlavního oltáře bylo v kostele i sedm bočních oltářů Všech svatých, sv. Doroty, sv. Barbory, Maří Magdaleny, sv. Anny, sv. Bartoloměje a sv. Kříže.
Součástí kostela byla i krypta. Podlaha kostela byla vydlážděna cihlami, stěny kostela byly natřeny bílou barvou, gotická klenební žebra pak okrovou barvou. 
Dodnes se zachovaly dva kostelní zvony: 
První, 1000 kg vážicí zvon ulit v roce 1547 olomouckým zvonařem Františkem Illenfeldem, byl přemístěn do kostela sv. Filipa a Jakuba v Nových Sadech, kde je doposud.
Menši zvon, vážicí 560 kg, ulit roku 1552 také Františkem Ilenfeldem, se nachází v kostele Všech svatých v Hradčovicích.